# Leading Campings
Leading Campings er et internationalt europæisk forbund af campingpladser. Forbundet har hovedsæde i Düsseldorf, Tyskland. Forbundet består af de førende campingpladser i Europa indenfor faciliteter, miljø samt aktiviteter. Forbundet tæller 34 campingpladser, hvoraf der er to i Danmark:
- Hvidbjerg Strand Feriepark
- Jambo Feriepark

| Turisme | Spire Denne artikel om turisme er en spire som bør udbygges. Du er velkommen til at hjælpe Wikipedia ved at udvide den. |